# Xmas eileen
Xmas Eileen（クリスマス・アイリーン）は、日本のロックバンド。

## 略歴
2014年（平成26年）、クリスマスに集ったメンバーにて結成。全員が”NO NAME”と名前もついておらず、素顔も公表されていない謎に包まれたバンド。だが、仮面に関して本人達は"ギャグ"と公言しており、いつでも外せるとの事。
ただしボーカル右の父親が仮面を製作しており、楽しそうに製作しているのを見て、引っ込みがつかなくなったので現在も装着したままライブをしている。出待ち対応などでは仮面を外しており、かなり軽い設定ではある。
出身地はLAとされているが、使用する言語は日本語且つわかりやすい方言を使っている。
ステージメンバーは7人、ツインボーカル、パフォーマー、ギター、ドラム、DJ、ベースの7人全員がNO NAME（名前なし）。さらにコンポーザー2名、映像、アートワークを手掛けるメンバーを含んだクリエイター集団として総勢11名で活動しており、MVやジャケットワーク、グッズデザインを全て自分達で手掛けている。
リーダーのボーカル右はこのバンドが大人が作った企画バンドと言われる事を異常に嫌う。本当に昔からの仲間で活動している。
上述の通り、メンバー全員がNO NAME（名前なし）として活動してきたが、2022年12月25日を持って素性を明かし、以降はメンバーの名前を公表している。

### クリスマス、あいりん地区ボランティア
バンド名の由来として、10年以上前からリーダーのボーカル右を中心に、クリスマスの12月24日、25日に大阪市西成区のあいりん地区にて、数百名のホームレスに食料や物資を配っている事から、クリスマスアイリーンとなったと言われている。このボランティア活動は現在でも継続されている。

## メンバー

### 現メンバー
KOJI（Vocal.R）
ボーカル担当。立ち位置は右、????年5月26日-
Xmas Eileenのリーダー。Xmas Eileenの全ての楽曲、MV、グッズやビジュアルデザインを制作するといった形で全ての物事の中心。他のアーティストへの楽曲提供やグッズデザインも行っていて非常にマルチな才能を発揮して活躍している。最近はミギーデスペラードと名乗っている。このバンドの特色として彼に惹かれた人間が集まっており、独特の空気感があるのはその為である。クールな人間と思われがちだが、実はメンバーの中で一番陽気な性格をしている。しかし、かなり敵味方をハッキリさせる性格をしている。
TAICHI（Vocal.L）
ボーカル担当。立ち位置は左、????年4月11日-
ボーカル担当。筋トレ命。うんちく王。都市伝説が大好き。そのボーカルセンスの高さは様々なアーティストからしばしば絶賛され、ボーカル右と共にバンドの看板を担う存在。メディアやSNSで話をするのがあまり得意ではなく、ライブ中もMCをほとんどやらない。本人はこのバンドやチームがなければ音楽をやる事はないと公言している。
KACCHO
パフォーマー、????年4月24日-
パフォーマンス担当。ライブや音源では主にコーラスを担当しており、ソロパートはないがライブは彼の存在がある事により、他のバンドとは圧倒的に違うステージ演出が出来ている。セクシーボイスと巧みな話術で名古屋ZIP-FMにてラジオのレギュラー「Kiss me tonight（毎週月曜深夜1:30〜）」や、その文才を生かし激ロックにて隔月でコラム「腹黒物語 -ハーラグローンロマンス- 」や短編小説を執筆している。
YU-JIN
ギター、????年11月1日-
ギター担当。見た目のクールさとは裏腹にUFOキャッチャーが上手。事実上このバンド、チームのサブリーダー的な立場であり、ライブのセットや演出などを決めている。使用ギターは六弦琴。
MASAO
ドラム、????年2月15日-
ドラム担当。元はギタリストでありながら、Xmas Eileen結成からドラムをはじめる。現在はそうとは思えない腕前。本人はメディアの取材などでもこのバンドに自分の居場所を作るにはその選択しかなかったと公言している。初期の頃は毎日10時間以上練習するなど非常にストイックな人物である。
TONMA
DJ、????年12月4日-
DJ担当。東北ライブハウス大作戦の運営メンバーの一人としても活動中。東北や熊本の被災地に直接足を運び、現地での活動、チャリティーイベント等積極的に行っている。ミキサーやソフトウェアはNative Instrumentsを使用。
NO NAME
コンポーザー1、????年12月25日-
作曲担当。ボーカル右と共に作曲チームを作っており、他のアーティストに楽曲提供もしている。
NO NAME
コンポーザー2、????年??月??日-
作曲担当。
NO NAME
映像作家、????年??月??日-
MV担当。
NO NAME
グラフィックデザイナー、????年??月??日-
デザイン担当。

### サポートメンバー
Яuu
ベース、2000年9月27日（24歳）-
ベース担当。サポートメンバーで最年少の女性。ザ・コインロッカーズの元メンバー。中学生の時にXmas EileenのLIVEで一曲演奏する。馬場育三、KenKenに憧れて幼少期からベースを始め、色々な場所でセッションなどをこなす。スラップが得意。容姿端麗で明るい性格である。かなりの阪神ファンでオタク気質。使用機材は馬場育三カラーのkillerとアトリエZを使用。

### 旧メンバー
RYOTA
ベース、????年1月15日-
ベース担当。他のメンバーとは一味違ったなまり方で話す。このチームの中で彼だけが唯一このバンドからの付き合いであり、当初はこのチームの独特の雰囲気に中々馴染めずに苦労したとメディアの取材で答えている。

## 年表
2014年
- ライブ活動開始。始動2か月後に、the HIATUSのツアーサポートに抜擢。その後も、MAN WITH A MISSION・MONOEYES・THE QEMISTSのツアーサポートに抜擢される。

2015年5月
- CDリリース前にZepp NAMBAで自主イベント「暁ロックフェス」を開催。（出演：BRAHMAN・ACIDMAN・locofrank・G-FREAK FACTORY・KEYTALK）
- 1stミニアルバム「SORRY WHO AM I？」リリース。収録曲「March」が関西テレビ「ウラマヨ！」エンディングテーマに起用される。

2016年4月
- 2ndミニアルバム「WORLD COUNTDOWN」リリース。TOWER RECORDSバイヤーが選ぶ タワレコメンに選出される。

2016年6月
- Xmas Eileen presents「暁ロックフェス」初の東京開催。（出演：Dragon Ash 、AA＝ 、ヒステリックパニック）
- 2ndミニアルバム収録曲「Walk the Talk」が関西テレビ「ウラマヨ！」エンディングテーマに二期連続起用。

2016年8月
- ROCK IN JAPAN FESTIVAL 2016、SUMMER SONIC 2016  メジャーデビュー前に、両フェスへの出演。
- 1stアルバム「ONLY THE BEGINNING」リリース。
- 収録曲「Fly High」がTBS系音楽番組「CDTV（カウントダウンTV）」エンディングテーマに起用される。
- 大阪城ホール「ビクターロック祭り～大阪夏の陣～」出演。

2017年3月
- PUNK SPRING 2017出演。

2017年4月
- 1stシングル「99.9」リリース。

2017年8月
- SUMMER SONIC 2017 大阪、東京両日出演。

2017年10月
- 2ndアルバム「DIS IS LOVE」をリリース。
- 収録曲「Timer」が「モンストアニメ 消えゆく宇宙編」の主題歌となる。

2017年12月
- 名古屋のZIP-FMにて、パフォーマーがパーソナリティを務める番組「kiss me tonight」が放送開始。毎週月曜日深夜1：30～
- COUNTDOWN JAPAN17-18に出演。

2018年1月
- ヴィレッジヴァンガード プレゼンツ「Before Christmas 2018」を大阪DROP、東京・渋谷eggmanにて毎月交互に開催。

2018年3月
- Vans Warped Tour Japanに出演。

2018年4月
- 「Dance Number」を配信リリース。

2018年8月
- SUMMER SONIC 2018 大阪公演出演。

2020年1月
- ミニアルバム「PROTOTYPE」をリリース。収録曲「YES/NO」が同年度の『SUPER GT+』（テレビ東京）エンディングテーマに使用される。

## ディスコグラフィー

### シングル
|     | 発売日         | タイトル | 規格品番                               | 備考             |
| --- | -------------- | -------- | -------------------------------------- | ---------------- |
| 1st | 2017年04月19日 | 99.9     | VIZL-1147:初回限定盤 VICL-37264:通常盤 | オリコン最高46位 |

### 配信シングル
|     | 発売日         | タイトル              | 備考              |
| --- | -------------- | --------------------- | ----------------- |
| 1st | 2018年4月4日   | Dance Number          | 連続リリース第1弾 |
| 2nd | 2018年6月6日   | Friday Night          | 連続リリース第2弾 |
| 3rd | 2018年8月8日   | Wake up My friend     | 連続リリース第3弾 |
| 4th | 2018年10月24日 | BAD BOYS BE AMBITIOUS | 連続リリース第4弾 |
| 5th | 2019年5月5日   | NO NAME               | PRIVATE SMILE     |
|     | 2022年3月3日   | TRAINING DAY          | BABY OWL          |
|     | 2023年1月31日  | DON'T JUST EXIST      | BABY OWL          |

## ミュージックビデオ
| 監督     | 曲名 |
| 中嶋淳志 | 「Keep on A・B・C・ing」 「Future Song」 「Fly High」 「Dance Number」 「Candy Smile」 「99.9」(出演:佐藤ノア) |
| 中嶋淳志 | 「Kiss me Kill me tonight」 「No justice in this world」 「Don't say good-bye」                                |

## 主なライブ

### ワンマンライブ・主催イベント
| 開催日                          | ライブタイトル                                           | 出演 |
| ------------------------------- | -------------------------------------------------------- | --- |
| 2015年06月25日〜 11月08日       | Xmas Eileen "SORRY WHO AM I ?" release tour              | ANGRY FROG REBIRTH / FABLED NUMBER / wrong city / ALPHASE / Amelie / ARTEMA / iMA2 / JAWEYE / LYOH / This is not a business / トライアンパサンディ / 厨二病 / 都 / 鏡トナリ |
| 2015年10月09日〜 10月10日       | "GEKI-ROCK TOUR VOL.11"× "SORRY WHO AM I ? "release tour | NINJA KORE / SALTY DOG / The Game Shop |
| 2015年12月25日                  | ONE-MAN LIVE「ONLY HOLY NIGHT 2015」                     | |
| 2016年05月01日〜 07月22日       | Xmas Eileen WORLD COUNTDOWN Release Tour 2016            | |
| 2016年09月02日                  | 1stアルバム『ONLY THE BEGINNING』リリース記念ミニライヴ  | |
| 2016年10月09日〜 2017年01月22日 | ONLY THE BEGINNING Tour 2016                             | AIR SWELL / FABLED NUMBER / KNOCK OUT MONKEY / locofrank / ReVision of Sence / SpecialThanks / 眩暈SIREN                                                                    |
| 2017年05月12日〜 06月25日       | 「99.9」TOUR 2017                                        | |
| 2017年11月01日〜 12月22日       | Xmas Eileen "Dis is love" Tour 2017                      | climbgrow / LOCAL CONNECT / The Chorizo Vibes / THE SKIPPERS / Creepy Nuts / GOOD4NOTHING / HAKAIHAYABUSA / KNOCK OUT MONKEY / Sunrise In My Attache Case                   |
| 2017年12月25日                  | 『ONLY HOLY NIGHT 2017』ONE-MAN SHOW                     | |
| 2018年01月09日〜 06月08日       | VILLAGE VANGUARD presents Before Christmas 2018          | MEANING / PRAISE / ReVision of Sence / ROS / 彼女 in the display |
| 2020年11月05日                  | s60 & XmasEileen DJ Presents「ZASSO.」                   | the HIATUS / 山嵐 / ヨルマチダイス / DJ TAKAYUKi(AddicteD) |
| 2020年12月25日                  | 『ONLY HOLY NIGHT 2020』ONE-MAN SHOW                     | |
| 2021年08月28日                  | LITORY LIVE FLAME Extra                                  | KNOCK OUT MONKEY メインパーソナリティ：鮎貝 健 |
| 2021年09月10日                  | s60 & XmasEileen DJ Presents「ZASSO.」                   | Dragon Ash / Creepy Nuts / HUL OVER / LOCANDA |

### 出演イベント
- 2014年07月21日 - ONANIE MASTER CREW presents ガンギマナイト -10th ANNIVERSARY-
- 2014年10月11日 - ワンナイトギグ -MINAMI WHEEL EDITION-
- 2014年10月13日 - MINAMI WHEEL 2014
- 2014年10月31日 - DOGIMAZUN2014 ～Halloween Night SPECIAL!!～
- 2014年11月22日 - REGULATOR X S60presents 「ZASSO SESSION.」
- 2015年02月08日 - EASTSIDEROCKERZ presents PUNK AROUND THE WORLD VOL.41
- 2015年02月20日 - EASY GRIP "BOYS AND GIRLS" Release Party!
- 2015年03月14日 - TENJIN ONTAQ 天神音たく
- 2015年03月29日 - LOU DOG Birthday Party ～4周年～
- 2015年04月10日 - AddicteD 4th Anniversary Special LIVE!!!!
- 2015年05月06日 - 暁ロックフェス
- 2015年05月10日 - This is Not a Business"CROWN TOUR"
- 2015年06月17日 - RUDIE'S NIGHT FINAL series 3days
- 2015年07月05日 - DIAWOLF presents B.B-bloody birthday-
- 2015年08月02日 - Leetspeak monster presents Monster's Carnival
- 2015年08月28日 - Maaarch♪ vol.12 -夏祭りSP!!-
- 2015年09月21日 - Gacharic Spin 6th Anniversary 2MAN TOUR
- 2015年09月26日 - TOWER RECORDS presents Bowline 2015 curated by Dragon Ash & TOWER RECORDS[22][23]
- 2015年10月03日・04日 - FABLED NUMBER E.P "FIRE"release tour 2015
- 2015年10月12日 - MINAMI WHEEL 2015
- 2015年10月16日 - MONOEYES A Mirage In The Sun Tour 2015
- 2015年10月31日 - 「ドギマズン DOGIMAZUN 2015」～Halloween Night Special !!～
- 2015年11月22日 - REGULATOR X S60presents 「ZASSO SESSION.」
- 2016年01月11日 - K兄 presents LAST DAY "K"s DREAM
- 2016年01月15日 - ビクターロック祭り 番外編「Dog Run Night vol.1」
- 2016年01月23日 - BANDASTIC TOUR 2016
- 2016年01月29日 - Cell no.13 × Shinjuku club SCIENCE presents. 『AMBITIOUS!! Episode31』
- 2016年02月07日 - kyotriangle
- 2016年03月06日 - EASTSIDEROCKERZ presents PUNK AROUND THE WORLD VOL.55
- 2016年03月12日 - TENJIN ONTAQ 2016
- 2016年03月20日 - MAN WITH A MISSION「The World's On Fire TOUR 2016」
- 2016年04月08日 - 激ロック presents THE QEMISTS
- 2016年04月16日 - 百万石見放題～1,000,000ROCK LIVE CIRCUIT～
- 2016年04月17日 - ANGRY FROG REBIRTH「Wrapping of life Tour」
- 2016年04月30日 - ANGRY FROG REBIRTH presents「UNDER THE DEAD Vol.6」
- 2016年06月04日 - SAKAE SP-RING 2016
- 2016年06月05日 - 百万石音楽祭 2016～ミリオンロックフェスティバル～
- 2016年06月25日 - 暁ロックフェス
- 2016年07月31日 - OGA NAMAHAGE ROCK FESTIVAL VOL.7
- 2016年08月07日 - ROCK IN JAPAN FESTIVAL 2016
- 2016年08月20日 - SUMMER SONIC 2016
- 2016年08月23日 - ROTTENGRAFFTY So…Start Listen To New Song Tour 2016
- 2016年09月09日 - 『King Chimera』 ～2016.MIXTURE IS BACK!!～
- 2016年09月19日 - Eggs presents TOKYO CALLING 2016
- 2016年09月24日 - FOUR SEASONS 2016 ～773Four RECORDS 10th YEAR ANNIVERSARY～
- 2016年10月09日 - ビクターロック祭り×MBS音祭～2016大阪・秋の陣～supported by uP!!
- 2016年10月14日 - DIG DUG
- 2016年10月28日 - ZUGIMADON 2016
- 2016年11月15日 - PUNK ROCK THROUGH THE NIGHT in OSAKA
- 2016年11月19日 - s60 Presents"ZASSO"
- 2016年11月27日 - ripdw SCREAMING
- 2017年03月12日 - Music / Art / Tokyo
- 2017年03月18日 - ビクターロック祭り2017
- 2017年03月19日 - G-FREAK FACTORY "FREAKY" TOUR 2017
- 2017年03月24日 - Yoshi Rock Festival
- 2017年03月25日 - PUNKSPRING 2017
- 2017年03月30日 - FABLED NUMBER presents 1st full album『ILLUMINATE Tour 2017』
- 2017年04月15日 - Zephyren presents A.V.E.S.T project vol.10
- 2017年04月21日 - AIR SWELL「SIX KILLS TOUR」
- 2017年05月27日 - SAKAI MEETING 2017
- 2017年06月04日 - 百万石音楽祭 2017～ミリオンロックフェスティバル～
- 2017年07月22日 - NUMBER SHOT 2017
- 2017年07月29日 - PassCode "bite the bullet" Short Tour 2017
- 2017年07月30日 - FREEDOM aozora 2017 淡路島
- 2017年08月02日 - PPP(Pre Party in PIT)_road to SS2017
- 2017年08月11日 - ROCK IN JAPAN FESTIVAL 2017
- 2017年08月19日・20日 - SUMMER SONIC 2017
- 2017年08月31日 - muevo presents.EX-CEED vol.1 -special edition!!!-
- 2017年09月02日 - RUN & FIGHT & MOSH vol.1
- 2017年09月18日 - TOKYO CALLING 2017
- 2017年09月23日 - EAT THE ROCK 2017
- 2017年10月01日 - MEGA☆ROCKS 2017
- 2017年10月28日 - ドギマズン HALLOWEEN PARTY 2017 大阪
- 2017年12月31日 - COUNTDOWN JAPAN 17/18
- 2018年01月07日 - SECRET 7 LINE presents THICK FESTIVAL 2018
- 2018年02月17日 - FLOW 15th Anniversary Live「FLOW THE PARTY 2018」
- 2018年02月24日 - s60 & XmasEileen DJ Presents『ZASSO.』
- 2018年03月03日 - Gacharic Spin TOUR 止まらない2018
- 2018年03月18日 - 東京激ロックDJ PARTY SPECIAL! EDGE-CRUSHER Vol.122&clubasia 22th ANNIVERSARY
- 2018年03月20日 - CHAIN REACTION vol.2
- 2018年03月31日 - Vans Warped Tour Japan 2018
- 2018年04月22日 - BOT FES 2018
- 2018年05月03日 - Pimm's presents Special Live～Human Xrossing～ Day1
- 2018年05月18日 - ミオヤマザキ ミオフェス2018
- 2018年05月20日 - Don't Stop Music Fes. TOCHIGI 2018
- 2018年05月21日 - G-SIDE15th Anniversary Special
- 2018年05月24日 - YUMELIVE DEATH MATCH supported by 激ロック VOL.01
- 2018年06月0?日 - SAKAE SP-RING 2018
- 2018年06月03日 - 百万石音楽祭 2018～ミリオンロックフェスティバル～
- 2018年06月09日・12日 - MONOEYES「Mexican Standoff Tour 2018」
- 2018年07月1?日 - KESEN ROCK FESTIVAL'18
- 2021年02月13日 - LITORY LIVE FLAME ～Live my own way～[24]
- 2021年08月07日 - EAT THE ROCK -ONLINE-[25]
- 2021年11月13日 - HAMAROCK 2021[26]